# Розстріли у Миколаєві
Масові розстріли в Миколаєві — вбивства місцевого населення українських міст Миколаїв та Херсон, які мали масовий характер, під час Другої світової війни, у серпні-вересні 1941 р. За окремими оцінками жертвами подій стали 35 782 радянських громадян, більшість з яких були євреями. Розправа була проведена німецькими військами айнзацгрупи D під командуванням Отто Олендорфа, який згодом був визнаний винним на Нюрнберзькому процесі та засуджений до страти через повішення. Як докази на процесі значилися документи айнзацгруп від 2 жовтня 1941 р., де було описано кількість жертв та їх приналежність до єврейського населення і комуністів .

## Передісторія
До початку Другої світової війни Україна (у сучасних межах) посідала перше місце в Європі за кількістю єврейського населення, яке проживає на її території.
Зокрема Херсонська область налічувала 28 000 євреїв, Миколаївська — 38 402.
Війська Вермахту окупували Миколаїв 16 серпня 1941 р. Миколаївська область була поділена на дві частини, кордон проходив річкою Південний Буг. Західні райони увійшли до губернаторства «Трансністрія» («Задністров'я») і контролювали румунську владу. Інші утворили генеральний округ Миколаїв, який підпорядковувався рейхскомісаріату Україна, який очолив гауляйтер Східної Пруссії Кох. Генеральним комісаром Миколаївського округу був призначений обергруппенфюрер СС Опперман. Німецьке командування потребувало освоєння суднобудівних підприємств Миколаєва, і після реквізування заводів та верфей у безпосередній близькості від одного з них — суднобудівного заводу імені 61-го комунара, перейменованого на «Північну верф», було створено концтабір для радянських військовополонених «Шталаг-364». В'язні, що містилися там, число яких досягало 30 000 чоловік, повинні були стати основною робочою силою при будівництві та ремонті військових кораблів.

## Масові вбивства
З приходом до Миколаєва німецьких військ для місцевого населення було запроваджено систему перепусток та трудових карток («мельдекартен»), непокора каралася арештами, які часто передбачали транспортування до концентраційного табору або публічне повішення, для чого на розі вулиць Херсонської (проспект Леніна) та Соборної було встановлено шибеницю. У місцевого населення було вилучено радіоприймачі, діяла німецька пропаганда — у кількох точках міста було встановлено табло з картою воєнних дій, де відзначалися уявні перемоги Німеччини.
У самому Миколаєві в серпні 1941 р. зондеркомандою 11а було розстріляно 227 євреїв, а по всій Миколаївській області — понад тисячу. 23 серпня зондеркоманда 11а видала наказ про реєстрацію та мітку євреїв. 29 серпня у Херсоні було розстріляно 100 євреїв, а за серпень на Херсонщині налічувалося 250 жертв насильства з боку окупантів. 6 вересня комендант Херсона оголосив про розстріл 110 євреїв. 16 вересня євреям Миколаєва було наказано зібратися на єврейському цвинтарі для подальшого переселення, а 21-23 числа зондеркомандою 11а здійснено їх ліквідацію. Число жертв становило понад 7000 осіб. 24-25 вересня у Херсоні відбулася «єврейська акція», жертвами якої стали 8000 осіб. Всього у вересні в Миколаївській та Херсонській областях було знищено 26 тисяч євреїв.
На початку 1942 року на території України було знищено близько 1/3 єврейського населення, практично повністю винищено євреїв у Миколаївській області, Київській та Херсонській області.

## Шталаг-364
На території концентраційного табору «Шталаг-364» («Stalag-364») розташовувалося 26 двоповерхових бараків, а постійна кількість в'язнів складалася 26-30 тисяч осіб. Окремі корпуси, у кожному з яких містилося до 200 військовополонених, були огороджені колючим дротом. Внутрішні ходи та виходи контролювала поліція. Відповідно до спогадів колишнього в'язня табору льотчика Р. І. Капреляна, в'язнів розстрілювали на пустирі біля табору і закопували в рів. Незадовго до визволення Миколаєва в'язнів табору перевезли до Одеси. За весь час існування в «Шталазі-364» було знищено близько 30680 військовополонених.

## Наслідки
У січні 1946 року радянський військовий суд притягнув до суду дев'ятьох злочинців. Семеро з них були засуджені до страти і публічно повішені 17 січня 1946 року. Двоє інших отримали по 20 років позбавлення волі. Отто Олендорф був притягнутий до відповідальності американським військовим судом у процесі Einsatzgruppen і засуджений до смертної кари. Був страчений у 1951 році.